# Welt Auge – Der Weg der Steine

AugenSteine

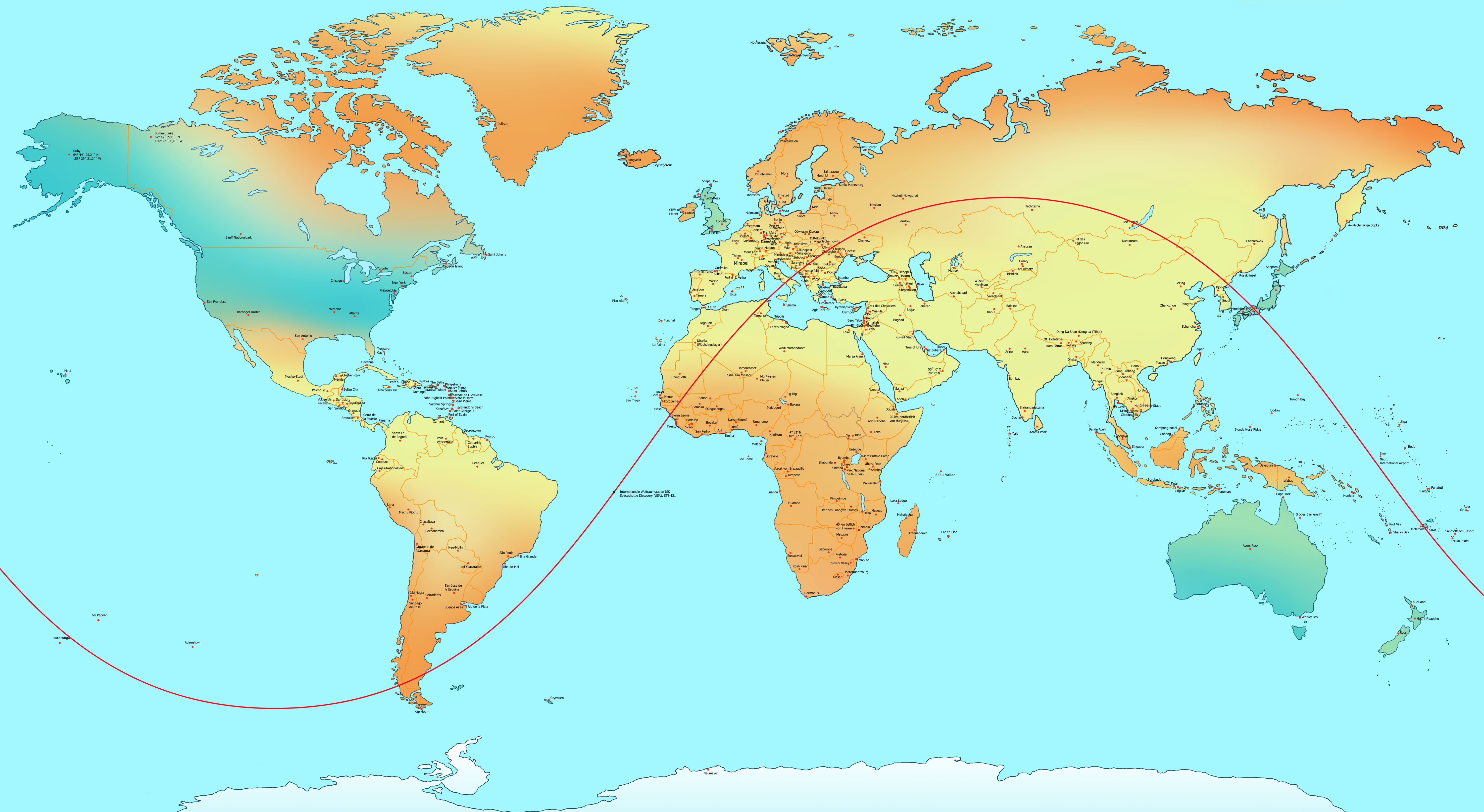
Weltkarte

Welt Auge – Der Weg der Steine ist ein von dem Frankfurter Künstler Volker Steinbacher und dem Webdesigner Gerald Wingertszahn initiiertes, intermediales Kunstprojekt.
Seit dem Frühjahr 2003 werden Steine auf der ganzen Welt abgelegt, die mit einem Auge aus Tusche bemalt sind. Die Position jedes Steines und die Umgebung wird mit Text und Bild protokolliert und im Internet zugänglich gemacht. Die teilnehmenden Personen (meist Touristen, Wissenschaftler, Geschäftsleute und Entwicklungshelfer) bestimmen selbst den Ort der Steinablage. Teilnehmen kann jeder, sofern er ein Land bereist, in dem noch kein Stein liegt. Jeder Teilnehmer verbürgt sich mit seinem Namen dafür, dass er den Stein wirklich an dem angegebenen Ort abgelegt hat.
Alle Steine stammen aus dem südfranzösischen Bergdorf Mirabel/Ardèche. In der Regel verschwindet die Bemalung nach dem ersten Regen. Der Stein bleibt, ist aber nicht mehr zu identifizieren.
Das Projekt strebt an, in allen Staaten der Welt, sowie in Kolonien, Treuhandgebieten und Territorien mit strittigem Status, als auch in internationalen Gebieten Steine abzulegen. Dieses Ziel wurde am 10. Dezember 2010 erreicht. Die Steine liegen unter anderem an Meeren, Brücken und Bäumen, Denkmälern, an Orten menschlichen Terrors, ökologischer Katastrophen und an Kriegsschauplätzen. Sie liegen auch an Urlaubsstränden, in Restaurants und im heimischen Wohnzimmer. Zwei Steine befinden sich in Forschungsstationen der Arktis und Antarktis (Alfred-Wegener-Institut für Polar- und Meeresforschung). Ein Stein reiste 2006 auf die Internationale Raumstation ISS.
Im Dezember 2011 wurde das Projekt beendet. Alle Originaldokumente befinden sich im Institut für Stadtgeschichte der Stadt Frankfurt am Main, die sechsbändige Digitaldokumentation ist bei der Deutschen Nationalbibliothek als elektronische Ressource abrufbar.
Welt Auge – Der Weg der Steine beabsichtigt nicht, ein ausgewogenes, repräsentatives Bild der Welt zu zeigen, sondern sucht den willkürlichen und zufälligen Ausschnitt des Zeitgeschehens.

## Publikationen
- Der Weg der Steine, 2005, Kulturamt der Stadt Neu-Isenburg
- Der Weg der Steine, 2006, Kunstarchiv Darmstadt